# Stara cerkev v Petäjävesiju
Stara cerkev Petäjävesi (finsko Petäjäveden vanha kirkko) je lesena cerkev v kraju Petäjävesi na Finskem. Zgrajena je bila med letoma 1763 in 1765, ko je bila Tavastia še del Švedske. Zvonik je bil zgrajen leta 1821. Leta 1994 je bila vpisana na Unescov seznam svetovne dediščine zaradi pričevanja o leseni cerkveni arhitekturi nordijskih držav.
Cerkev stoji približno 1 kilometer zahodno od središča mesta Petäjävesi. To je priljubljena cerkev za poroke poleti, ob večini nedelj pa je cerkvena služba.

## Zgodovina in gradnja
Cerkev je bila zgrajena kot kapela za območje Petäjävesi, ki je pripadala kongregaciji Jämsä. Lokalno prebivalstvo je že leta 1728 dobilo dovoljenje za gradnjo pokopališča in majhne vaške cerkve na lastne stroške s strani krone, ker je bila pot do najbližje cerkve v Jämsä dolga, vendar je trajalo približno 35 let do začetka gradnje. Cerkev je načrtoval in zgradil Jaakko Klemetinpoika Leppänen, cerkveni graditelj iz Vesanke. Leta 1821 so povečali okna in prestavili zakristijo iz severnega dela cerkve proti vzhodu. Tudi zvonik je dodal Erkki Leppänen, vnuk prvotnega graditelja. Cerkev se je prenehala uporabljati leta 1879, ko je bila zgrajena nova cerkev.

## Arhitektura
Stara cerkev, ki je bila prvotno v celoti zgrajena iz borovih brun, je izjemno dobro ohranila svoj prvotni videz in notranjo opremo. V cerkvi se čutijo vplivi gotskega, renesančnega in baročnega arhitekturnega sloga. Križni tloris cerkve s podobno velikimi kraki se je v nordijskih državah uveljavil konec 17. stoletja in se v 18. stoletju uveljavil v podeželskih cerkvah. Vendar pa visoka streha spominja na prejšnji gotski slog, osmerokotna streha s krožno zasnovo pa izhaja iz okulusa renesančne arhitekture. Pod visoko zunanjo streho je prostor za deskaste oboke notranje strehe in osmerokotno kupolo sredi njih. Na notranjih strešnih površinah so zaključki desk pokriti z letvicami, ki spominjajo na letvice opečnih obokov. Ti tramovi in druge strešne konstrukcije imajo okrasne poslikave z rdečo glino. Sicer pa je notranjost cerkve neposlikana.
Notranjost cerkve je prav tako dobro ohranjena od uporabe v 18. in 19. stoletju. Prižnico, klopi, galerije in lestence so ročno izrezljali lokalni obrtniki iz borovega lesa.
- Notranji pogled s severnega balkona v smeri pokrova
- V oblikah in dekorativnih poslikavah stropa so vplivi obokov kamnitih cerkva
- Lega cerkve
- Cerkev iz zraka

## Od pozabljene do svetovne dediščine
Po zgraditvi nove cerkve je stara dolgo časa ostala zapuščena. V uporabi je bilo samo pokopališče okoli cerkve in zvonik. V 1920-ih je poljsko-avstrijski umetnostni zgodovinar Josef Strzygowski opazil arhitekturno in zgodovinsko vrednost cerkve in od leta 1929 je bila večkrat obnovljena. Leta 1994 je bila vpisana na Unescov seznam svetovne dediščine in predstavlja tipično tradicijo vzhodne skandinavske lesene cerkve.